# Selección de fútbol sub-21 de Grecia
La selección de fútbol sub-21 de Grecia es el equipo formado por jugadores de nacionalidad griega menores de 21 años de edad que representa a la Federación Helénica de Fútbol en la Eurocopa sub-21 que se celebra cada dos años y su clasificación en dicho torneo, clasifica a la Selección de fútbol sub-23 de Grecia para los Juegos Olímpicos.
En la medida en que sean admisibles, los jugadores pueden jugar en cualquier nivel, por lo que es posible jugar con la selección sub-21, la selección absoluta y otra vez por la selección sub-21, como Sotiris Ninis ha hecho recientemente. También es posible jugar en más de un país en las categorías inferiores o diferentes a nivel juvenil, pero un jugador de fútbol puede representar sólo a la selección absoluta que le convocó en primer lugar.
Técnicamente, se trata de una selección que puede también ser considerada sub-23, ya que el requisito de que sus jugadores deban de ser menores de 21 años se exige al comienzo de cada Eurocopa, pero al durar ésta dos años, algunos futbolistas la disputan hasta los 23 años. Debido a esta circunstancia, ambas selecciones son casi consideradas la misma, al tratarse del mismo staff técnico y jugadores, pero cambiando su denominación según la competición.
También existen los equipos nacionales sub-20 (no para los torneos de la UEFA), sub-19 y sub 17s. Grecia también tiene un equipo femenino.

## Estadísticas

### Eurocopa sub-21

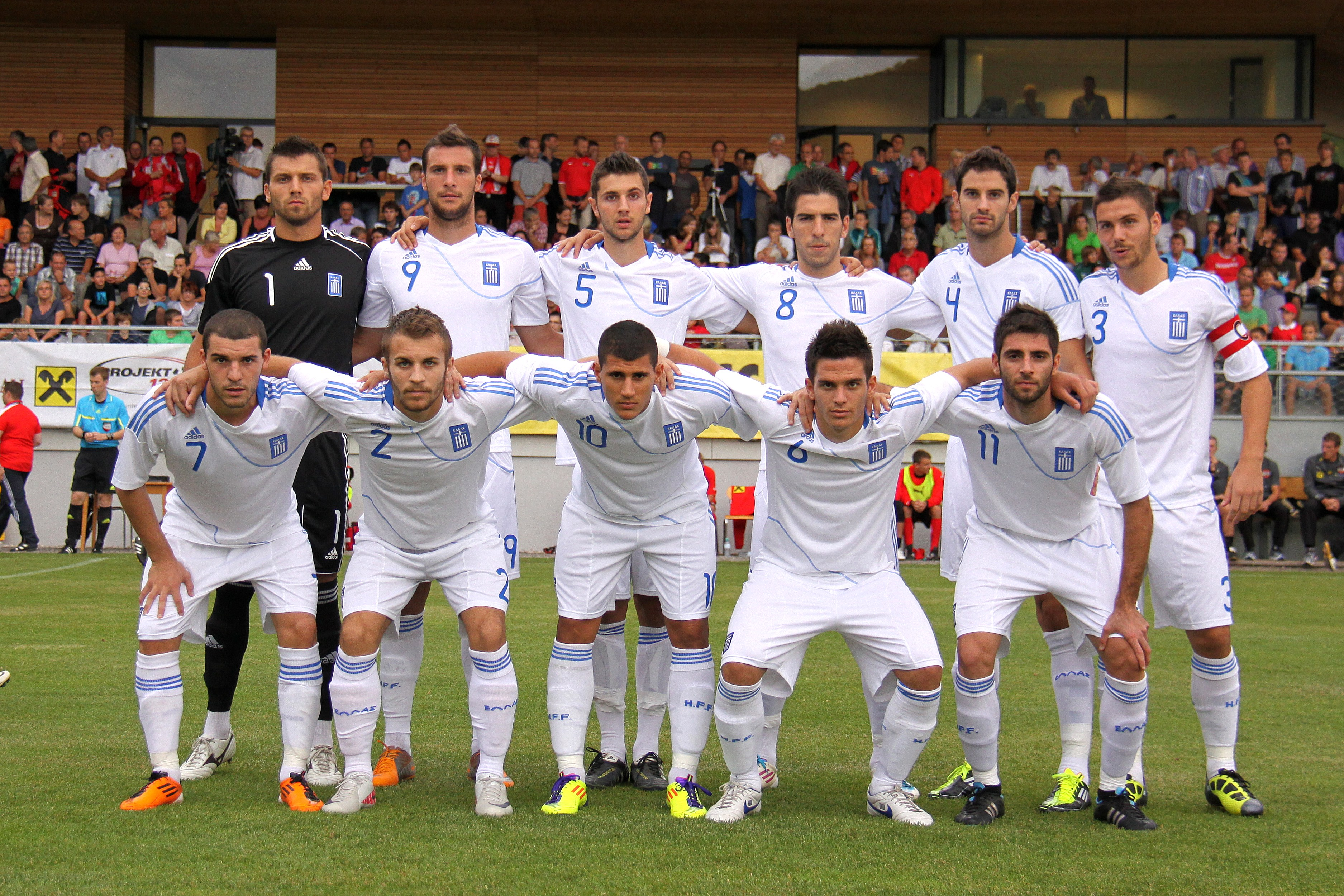
Selección de fútbol sub-21 de Grecia (05/09/2011).

| Año                      | Fase             | Posición        | PJ              | PG              | PE              | PP              | GF              | GC              |
| ------------------------ | ---------------- | --------------- | --------------- | --------------- | --------------- | --------------- | --------------- | --------------- |
| Sin sede 1978            | No se clasificó  | No se clasificó | No se clasificó | No se clasificó | No se clasificó | No se clasificó | No se clasificó | No se clasificó |
| Sin sede 1980            | No se clasificó  | No se clasificó | No se clasificó | No se clasificó | No se clasificó | No se clasificó | No se clasificó | No se clasificó |
| Sin sede 1982            | No se clasificó  | No se clasificó | No se clasificó | No se clasificó | No se clasificó | No se clasificó | No se clasificó | No se clasificó |
| Sin sede 1984            | No se clasificó  | No se clasificó | No se clasificó | No se clasificó | No se clasificó | No se clasificó | No se clasificó | No se clasificó |
| Sin sede 1986            | No se clasificó  | No se clasificó | No se clasificó | No se clasificó | No se clasificó | No se clasificó | No se clasificó | No se clasificó |
| Sin sede 1988            | Subcampeón       | 2.º             | 6               | 1               | 3               | 2               | 8               | 8               |
| Sin sede 1990            | No se clasificó  | No se clasificó | No se clasificó | No se clasificó | No se clasificó | No se clasificó | No se clasificó | No se clasificó |
| Sin sede 1992            | No se clasificó  | No se clasificó | No se clasificó | No se clasificó | No se clasificó | No se clasificó | No se clasificó | No se clasificó |
| Francia 1994             | Cuartos de final | 5.º             | 2               | 0               | 1               | 1               | 2               | 4               |
| España 1996              | No se clasificó  | No se clasificó | No se clasificó | No se clasificó | No se clasificó | No se clasificó | No se clasificó | No se clasificó |
| Rumanía 1998             | Subcampeón       | 2.º             | 3               | 2               | 0               | 1               | 4               | 1               |
| Eslovaquia 2000          | No se clasificó  | No se clasificó | No se clasificó | No se clasificó | No se clasificó | No se clasificó | No se clasificó | No se clasificó |
| Suiza 2002               | Fase de grupos   | -               | 3               | 0               | 1               | 2               | 3               | 6               |
| Alemania 2004            | No se clasificó  | No se clasificó | No se clasificó | No se clasificó | No se clasificó | No se clasificó | No se clasificó | No se clasificó |
| Portugal 2006            | No se clasificó  | No se clasificó | No se clasificó | No se clasificó | No se clasificó | No se clasificó | No se clasificó | No se clasificó |
| Países Bajos 2007        | No se clasificó  | No se clasificó | No se clasificó | No se clasificó | No se clasificó | No se clasificó | No se clasificó | No se clasificó |
| Suecia 2009              | No se clasificó  | No se clasificó | No se clasificó | No se clasificó | No se clasificó | No se clasificó | No se clasificó | No se clasificó |
| Dinamarca 2011           | No se clasificó  | No se clasificó | No se clasificó | No se clasificó | No se clasificó | No se clasificó | No se clasificó | No se clasificó |
| Israel 2013              | No se clasificó  | No se clasificó | No se clasificó | No se clasificó | No se clasificó | No se clasificó | No se clasificó | No se clasificó |
| República Checa 2015     | No se clasificó  | No se clasificó | No se clasificó | No se clasificó | No se clasificó | No se clasificó | No se clasificó | No se clasificó |
| Polonia 2017             | No se clasificó  | No se clasificó | No se clasificó | No se clasificó | No se clasificó | No se clasificó | No se clasificó | No se clasificó |
| Italia y San Marino 2019 | No se clasificó  | No se clasificó | No se clasificó | No se clasificó | No se clasificó | No se clasificó | No se clasificó | No se clasificó |
| Hungría y Eslovenia 2021 | No se clasificó  | No se clasificó | No se clasificó | No se clasificó | No se clasificó | No se clasificó | No se clasificó | No se clasificó |
| Georgia y Rumanía 2023   | No se clasificó  | No se clasificó | No se clasificó | No se clasificó | No se clasificó | No se clasificó | No se clasificó | No se clasificó |
| Total                    | 4/24             | 2.º             | 14              | 3               | 5               | 6               | 17              | 19              |

Fuente: The Rec.Sport.Soccer Statistics Foundation Rsssf.com